# 쿠팡플레이
쿠팡플레이(Coupang Play)는 대한민국의 전자상거래 기업 쿠팡에서 운영하는 OTT 서비스이다. 대한민국 지역 이용자를 대상으로 한국어로 운영한다. 2020년 10월 26일부터 정식으로 서비스를 개시하였다. 안드로이드 공식 앱으로 우선 출시되었다. 쿠팡의 로켓배송 서비스 무료 이용권인 '로켓와우' 멤버십 가입자라면 소정의 구독료로 이용할 수 있으며, 계정 하나당 최대 4개의 프로필을 설정할 수 있도록 했다.

## 주요 콘텐츠
- 더 매직스타
- 쿠팡플레이 시리즈
- K리그1 ('쿠플픽'이라는 프로그램의 프리뷰쇼 별도 생방송)
- K리그2
- 대한민국 축구 국가대표팀
- AFC 아시안컵
- AFC U-20 아시안컵
- AFC 챔피언스리그
- 분데스리가
- 프리미어리그
- 잉글랜드 FA컵
- 라리가
- 리그 1
- NBA
- FIFA 클럽 월드컵

## 스포츠 패스
스포츠 패스는 쿠팡플레이의 선택형 유료 부가 서비스로, 쿠팡 와우 멤버십 구독자 대상이며 해외 주요 스포츠를 방영한다.

## 같이 보기
- TVING
- Wavve
- 왓챠
- 넷플릭스